# (21282) Shimizuyuka
(21282) Shimizuyuka est un astéroïde de la ceinture principale.

## Description
(21282) Shimizuyuka est un astéroïde de la ceinture principale. Il fut découvert le 14 octobre 1996 à Geisei par Tsutomu Seki. Il présente une orbite caractérisée par un demi-grand axe de 2,30 UA, une excentricité de 0,21 et une inclinaison de 21,9° par rapport à l'écliptique.